# Mehádiai-fennsík Geopark
A Mehádiai-fennsík Geopark (románul Geoparcul Platoul Mehedinți) IUCN V-ös besorolású védett terület Romániában a Mehádiai-fennsíkon (a Mehádiai-hegységtől délkeletre), többnyire Mehedinți megye és kisrészben Gorj megye területén.

## Fekvése
A Geopark a DN6-os főút közelében Arámabánya (Baia de Aramă) város és a környező 11 község területén helyezkedik el Mehedinți megye északi részén. A védett terület 5%-a átnyúlik Padeș község területére Gorj megye észak-nyugati részén. A Mehádiai-hegység és a Géta-fennsík között található Mehádiai-fennsíkon van kijelölve 106 000 ha területen.
A Motru-folyótól nyugatra elhelyezkedő terület 400 és 600 m tszf. magasságban dombos jellegű. Az alapkőzet kristályos pala és mészkő, melynek köszönhetően számos szurdok, barlang, természetes híd és víznyelő tarkítja a tájat.

## Természetvédelmi területek
A Geopark területén található országos jelentőségű természetvédelmi területek:
- Ponoarele‑karsztkomplexum (Complexul carstic de la Ponoarele)
- Ponoarele‑orgonafaerdő (Pădurea de liliac Ponoarele)
- Coşuștei‑szoros (Cheile Coșuștei)
- Babelor és Cerboanei rezervátum (Cornetul Babelor și Cerboanei)
- Bălții-csúcs (Cornetul Bălții)
- Topolnița‑szurdok és barlang (Cheile Topolniței și Peștera Topolniței)
- Văii‑csúcs és Monostor-völgye (Cornetul Văii și Valea Mănăstirii)
- Câmana-forrás és sziklák (Izvorul și stâncăriile de la Câmana)
- Izvoarele Coșuștei‑i mészkőfalak (Pereții calcaroși de la Izvoarele Coșuștei)
- Epuran‑barlang (Peștera Epuran)

## Műemlékek és látnivalók
A Geopark területén nagyszámú műemléktemplom található, melyek a XVIII-XIX sz.-ban épültek. A természeti látványosságok közül kiemelkedik a Podul lui Dumnezeu sziklaképződvény, mely Ponoarele község területén található.